# Sankt Aegyd am Neuwalde
St. Aegyd am Neuwalde is een gemeente in de Oostenrijkse deelstaat Neder-Oostenrijk, gelegen in het district Lilienfeld (LF). De gemeente heeft ongeveer 2300 inwoners.

## Geografie
St. Aegyd am Neuwalde heeft een oppervlakte van 184,99 km². Het ligt in het centrum van het land, ten zuidwesten van de hoofdstad Wenen.
Annaberg · Eschenau · Hainfeld · Hohenberg · Kaumberg · Kleinzell · Lilienfeld · Mitterbach am Erlaufsee · Ramsau · Rohrbach an der Gölsen · Sankt Aegyd am Neuwalde · Sankt Veit an der Gölsen · Traisen · Türnitz
- Gemeinsame Normdatei: 4527846-5
- Library of Congress Control Number: no2009165791
- MusicBrainz: d2abd57e-d0d3-4e8a-897f-fd3e0350a349
- Nationale Bibliotheek van Tsjechië: ge801567
- Virtual International Authority File: 156344390